# Mirrored
Mirrored – debiutancki album amerykańskiego zespołu math rockowego Battles. Pierwszym singlem była piosenka Atlas, drugim piosenka Tonto.

## Lista Piosenek
1. "Race:In" – 4:50
2. "Atlas" – 7:07
3. "Ddiamondd" – 2:33
4. "Tonto" – 7:43
5. "Leyendecker" – 2:48
6. "Rainbow" – 8:11
7. "Bad Trails" – 5:18
8. "Prismism" – 0:52
9. "Snare Hangar" – 1:58
10. "Tij" – 7:03
11. "Race:Out" – 3:29